# Karlsruhe (Schiff, 1937)
Das Motorschiff Karlsruhe ist ein Passagierschiff auf dem Bodensee. Sein Einsatzgebiet im Kursbetrieb ist der Obersee und der Überlinger See.

## Geschichte
Die Karlsruhe wurde im Auftrag der Deutschen Reichsbahn bei der Deggendorfer Werft und Eisenbau GmbH 1937 gebaut und ist das erste Passagierschiff auf dem Bodensee, das nach der badischen Landeshauptstadt Karlsruhe den Schiffsnamen Karlsruhe trägt. Die Stadt war damals Sitz der für den Heimathafen Konstanz zuständigen Reichsbahndirektion. Die Indienststellung erfolgte am 28. April 1937; das Schiff erhielt die Schiffsglocke des 1929 ausgemusterten Dampfschiffs Baden. Geplant war die Karlsruhe als Ersatz für das Dampfschiff Zaehringen, doch nach eingehender Prüfung wurde stattdessen die erst 36 Jahre alte Stadt Konstanz ausgemustert und 1939 verschrottet. Die Zähringen blieb noch bis 1960 im Einsatz und wurde 1961 verschrottet.

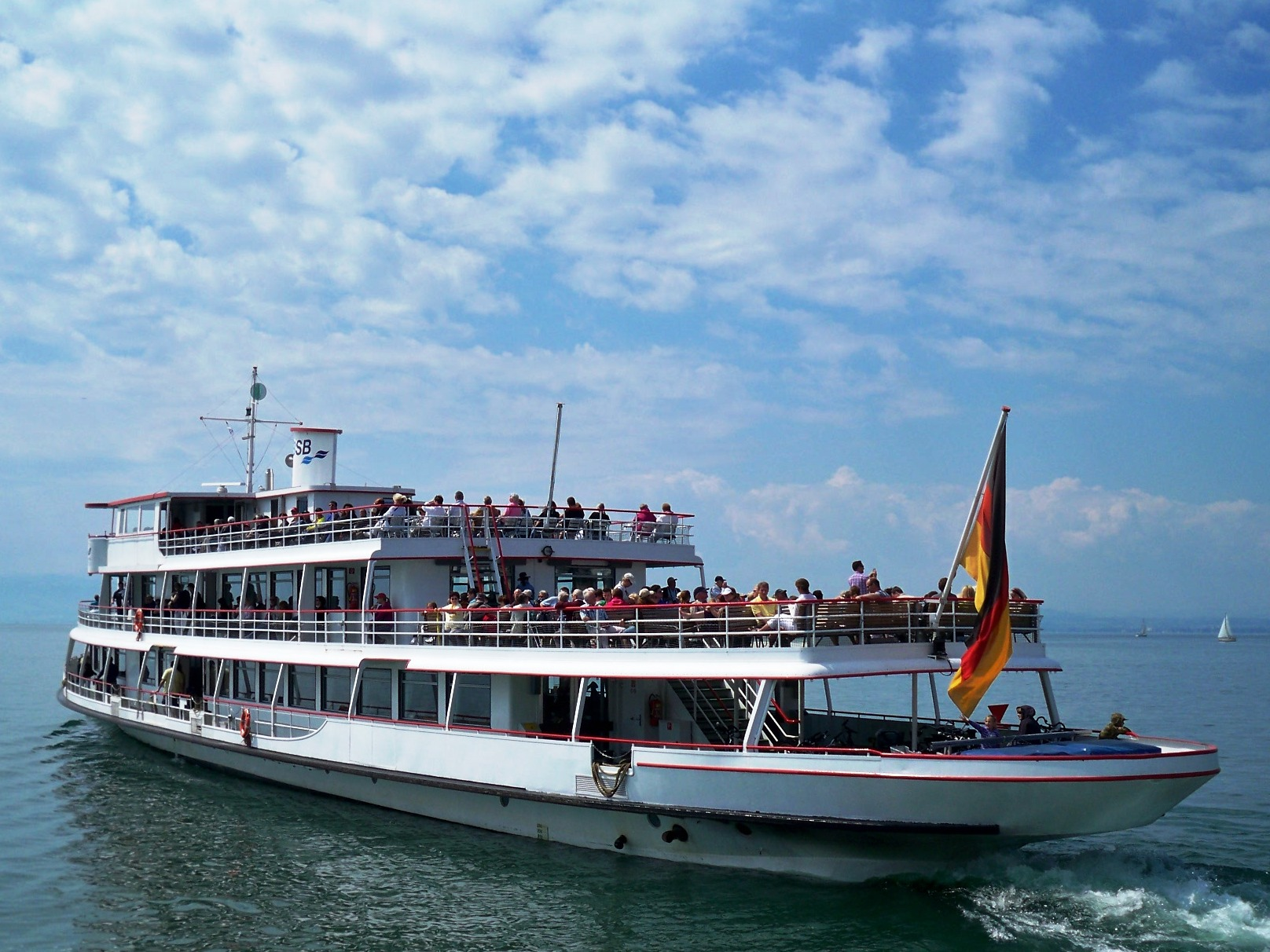
Heck der Karlsruhe

Bis zum Kriegsbeginn wurde die Karlsruhe wie das Friedrichshafener Fast-Schwesterschiff Schwaben in erster Linie für KdF-Sonderfahrten verwendet. Im Zweiten Weltkrieg wurde der Schiffsbetrieb aufgrund Kraftstoffknappheit eingestellt. Nach dem Krieg diente das Schiff bis zur Freigabe 1949 als Unterkunft für französische Soldaten in Konstanz.
Die Deutsche Bundesbahn, Nachfolgerin der Deutschen Reichsbahn und seit 1952 Besitzerin der Karlsruhe, ließ 1965 das Schiff neu motorisieren. 1994, als die Deutsche Bundesbahn in die Deutsche Bahn aufging, gingen die Schiffe und damit auch die Karlsruhe auf die Bodensee-Schiffsbetriebe GmbH (BSB) über. Seit 1950 ist das Schiff vorrangig im Kursverkehr auf dem Obersee eingesetzt. In den letzten Jahren wird es aber auch vermehrt am Untersee zwischen Konstanz und Überlingen eingesetzt. (Stand 2022)
Im Winter 2003/2004 wurde das Schiff in der Werft in Romanshorn technisch generalüberholt. Ein Jahr später, im Winter 2004/2005, erfolgte in der BSB-eigenen Werft in Friedrichshafen die Generalüberholung des Innenausbaus. Das Schiff erhielt eine auf Alt getrimmte Holzvertäfelung. Nur das sogenannte „Karlsruher Stübchen“ blieb im Originalzustand. Nach früheren Planungen der BSB war die Außerdienststellung ab 2017 vorgesehen.
Einziges bekanntes Schiffsunglück der Karlsruhe war die Kollision mit einem Fischerboot vor Friedrichshafen am 6. August 2002, bei der ein Fischer ums Leben kam. Seine zehn Jahre alte Tochter konnte von der Besatzung aus dem Boot gerettet werden.